# Haydée Padilla
Haydée Padilla (* 15. November 1936 in Buenos Aires; † 14. Dezember 2022 in Mar del Plata) war eine argentinische Schauspielerin.

## Leben
Als Kind wollte sie Balletttänzerin werden, was ihre Eltern jedoch ablehnten. Padilla begann ihre Theaterkarriere in den 1960er und 1970er Jahren. Größere Bekanntheit erlangte sie durch ihre Fernsehrolle der „Chona“ in der Sendung „Almorfando con La Chona“.
Im März 2014 räumte Padilla in einem live ausgestrahlten TV-Interview ein, dass sie ein Kind illegal aufgezogen habe. 1975 wurde es ihr angeboten und sie ließ es als eigenes Kind registrieren. Die Organisation Abuelas de Plaza de Mayo forderte Aufklärung darüber, ob es sich um ein Kind von während der Militärdiktatur verschwundenen Eltern handelt. Die Adoptivtochter wohnt in Mar del Plata und hat selbst zwei Kinder.
Padilla war seit 1966 Mitglied der Schauspielergewerkschaft. Sie starb am 14. Dezember 2022, einen Monat nach Vollendung ihres 86. Lebensjahres.

## Filmografie
- 1965: El Reñidero
- 1981: Zeit der Rache
- 1987: Erinnern ist tödlich
- 1991: The Supporter
- 2008: Im Regen des Südens
- 2016: Amateur